# Francesco Cibrario
Francesco Cibrario (fl. XX secolo) è stato un calciatore italiano, di ruolo difensore.

## Carriera
Dopo aver militato nell'U.C. Astigiani e nell'Acqui, passa alla Dominante con cui disputa 4 gare in massima serie nella stagione 1928-1929.